# Karl von Walther
Karl Friedrich Wilhelm von Walther (* 3. März 1786 in Angerburg; † 26. Februar 1873 in Trier) war ein preußischer Generalmajor.

## Leben

### Herkunft
Karl war ein Sohn des preußischen Kapitäns Heinrich von Walther (1730–1800) und dessen Ehefrau Charlotte Sophie, geborene Wahn (* 1751).

### Militärkarriere
Nach dem Besuch der Erziehungsanstalt des Reformierten Predigers Groß in Breslau trat Walther am 17. Juli 1801 als Gefreitenkorporal in das Füsilierbataillon „von Pelet“ der Preußischen Armee ein. Er avancierte bis September 1805 zum Sekondeleutnant und wurde während des Vierten Koalitionskrieges in der Schlacht bei Jena verwundet. Auf dem Rückzug kam er nach Danzig und nahm an der Verteidigung der Stadt, sowie den Gefechten bei Praust und Dirschau teil. Nach dem Frieden von Tilsit kam Walther am 1. Januar 1808 in das 1. Schlesische Infanterie-Regiment und stieg Mitte Februar 1809 zum Premierleutnant auf. Während der Befreiungskriege kämpfte er in der Schlacht bei Dresden und bei der Belagerung von Erfurt.
Nach dem Krieg wurde er am 5. April 1816 Kapitän und Kompaniechef. Mit Patent vom 6. April 1830 avancierte Walther am 30. März 1830 zum Major und Kommandeur des II. Bataillons im 23. Landwehr-Regiment in Groß Strehlitz. In dieser Stellung Mitte September 1840 zum Oberstleutnant befördert, wurde er am 28. März 1841 zum Kommandeur des II. Bataillons im 23. Infanterie-Regiment in Neisse ernannt. Am 7. April 1842 beauftragte man ihn dann zunächst mit der Führung des 30. Infanterie-Regiments in Trier und ernannte Walther am 12. September 1842 zum Regimentskommandeur. Am 22. März 1843 wurde er Oberst und im Jahr 1847 mit dem Roten Adlerorden III. Klasse mit Schleife ausgezeichnet. Unter Verleihung des Charakters als Generalmajor wurde Walther am 6. März 1848 mit Pension zur Disposition gestellt. Am 13. April 1852 erhielt er seinen Abschied mit der bisherigen Pension. Er starb am 26. Februar 1873 in Trier.

### Familie
Walther heiratete am 9. April 1817 in Bar-le-Duc Anna Brodurier (1799–1864), Tochter des französischen Rittmeisters Peter Brodurier. Aus der Ehe gingen zwei Söhne und zwei Töchter hervor.